# تویوتا سکویا
تویوتا سکویا (Toyota Sequoia) خودرویی است که از سال ۲۰۰۰ تاکنون در ایالات متحده آمریکا تولید شده‌است. طراحی آن موتور جلو، توزیع نیروی پیشران، خودرو چهار چرخ محرک بوده‌است.خودرو سکویا 5.3 متر طول دارد و بزرگ ترین شاسی بلند تویوتا محسوب میشود و البته افرود هم هست این خودرو نسل اخرش در سال 2025 عرضه شد و از لندکروزر بزرگ تر و البته جا دار تر است. این خودرو یک اس یووی لوکس محسوب میشود و نسخه ی وی ای پی هم دارد و دارای اپشن های لوکسی هست و 2015 آن با موتورv8 5700 cc عرضه میشود و نسخه جدید آن با موتورv6 3500ccتوربو عرضه میشود سکویا همینطور اندازه پاترول است و 0.400 متر از لندکروز بزرگ تر است و همینطور بدنه ی به شدت قوی ای دارد. 